# Ricarda Vulpius
Ricarda Vulpius (* 1970) ist eine deutsche Historikerin. Vulpius lehrt seit 2021 als Universitätsprofessorin für Osteuropäische und Ostmitteleuropäische Geschichte an der Westfälischen Wilhelms-Universität Münster.

## Leben
Vulpius studierte von 1989 bis 1996 Osteuropäische Geschichte, Philosophie, Politikwissenschaft und Slavistik in Freiburg, Irkutsk und Berlin und nahm von 1996 bis 1997 ein Interdisziplinäres Postgraduiertenstudium am Europa-Kolleg Natolin bei Warschau auf. Von 1997 bis 2002 war sie Wissenschaftliche Mitarbeiterin am Lehrstuhl für Osteuropäische Geschichte an der Freien Universität Berlin. 2004 erfolgte die Promotion im Fach Osteuropäische Geschichte an der Freien Universität Berlin bei Holm Sundhaussen und Andreas Kappeler Nationalisierung der Religion. Russifizierungspolitik und ukrainische Nationsbildung (1860–1920).
Von 2007 bis 2018 war sie Senior Research Fellow an der Ludwig-Maximilians-Universität München, von 2007 bis 2021 Lehraufträge und Gastvorlesungen an den Universitäten von Basel, Bonn, Budapest (CEU) und München (LMU). 2014 war sie Gründungsmitglied der Deutsch-Ukrainischen Historikerkommission und Mitherausgeberin des Geschichtsportals der DUHK zu Schlüsselthemen des 20. Jahrhunderts. 2018 erfolgte die Habilitation an der Ludwig-Maximilians-Universität München mit der Arbeit Die Geburt des Russländischen Imperiums. Herrschaftskonzepte und -praktiken im 18. Jahrhundert. Von 2019 bis 2021 war sie Privatdozentin für Osteuropäische, Neuere und Neueste Geschichte an der Freien Universität Berlin.

## Veröffentlichungen

### Monographien
- Die Geburt des Russländischen Imperiums. Herrschaftskonzepte und -praktiken im 18. Jahrhundert. Beiträge zur Geschichte Osteuropas. Köln, Weimar, Wien 2020.
- Nationalisierung der Religion. Russifizierungspolitik und ukrainische Nationsbildung (1860–1920). Forschungen zur osteuropäischen Geschichte Bd. 64, Wiesbaden 2005.

### Herausgeberschaften
- Imperium inter pares: Rol‘ transferov v istorii Rossijskoj Imperii [Die Rolle von Transfers in der Geschichte des Russländischen Reiches] (1700–1917). (Zs. mit Martin Aust, Aleksej Miller), Moskau 2010.
- Russische und Ukrainische Geschichte vom 16.–18. Jahrhundert. (Zs. mit Robert O. Crummey, Holm Sundhaussen), Forschungen zur osteuropäischen Geschichte 58, Wiesbaden 2002.